# شهدطوطیک سینه‌پولکی

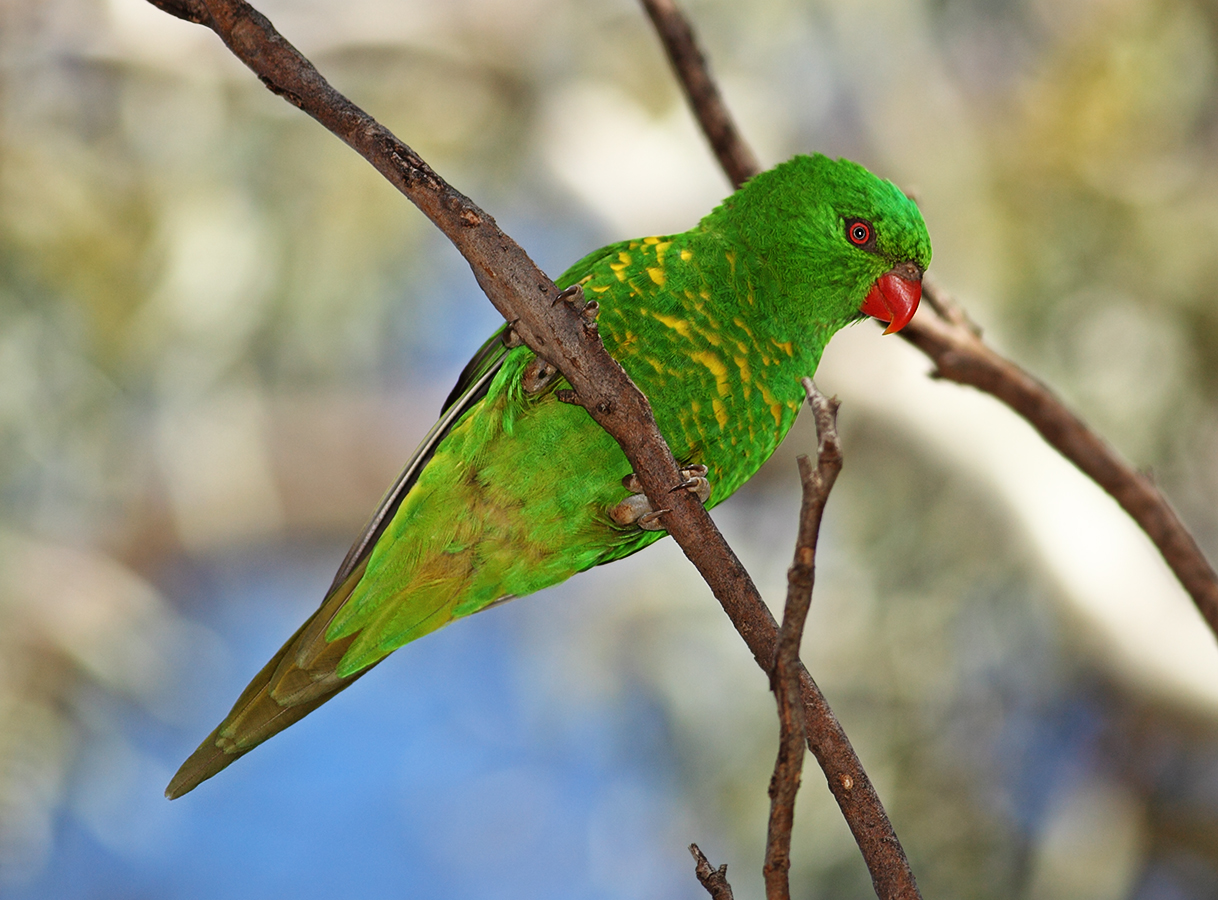
زیر شکم بالغ

شهدطوطیک سینه‌پولکی (نام علمی: Trichoglossus chlorolepidotus)، یک گونه شهدطوطیک استرالیایی است که در جنگل‌های شرق استرالیا یافت می‌شود. نام رایج آن به درستی این پرنده را توصیف می‌کند که پرهای زردرنگی دارد که لبه‌های پهن سبزرنگی دارد که شبیه پولک است.